# Nancy Bertler

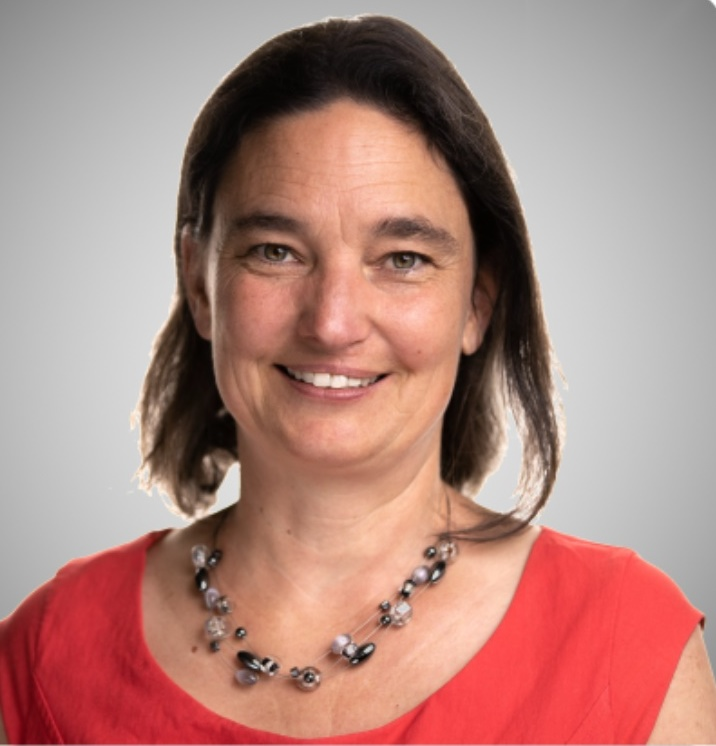
Nancy Bertler (2019)

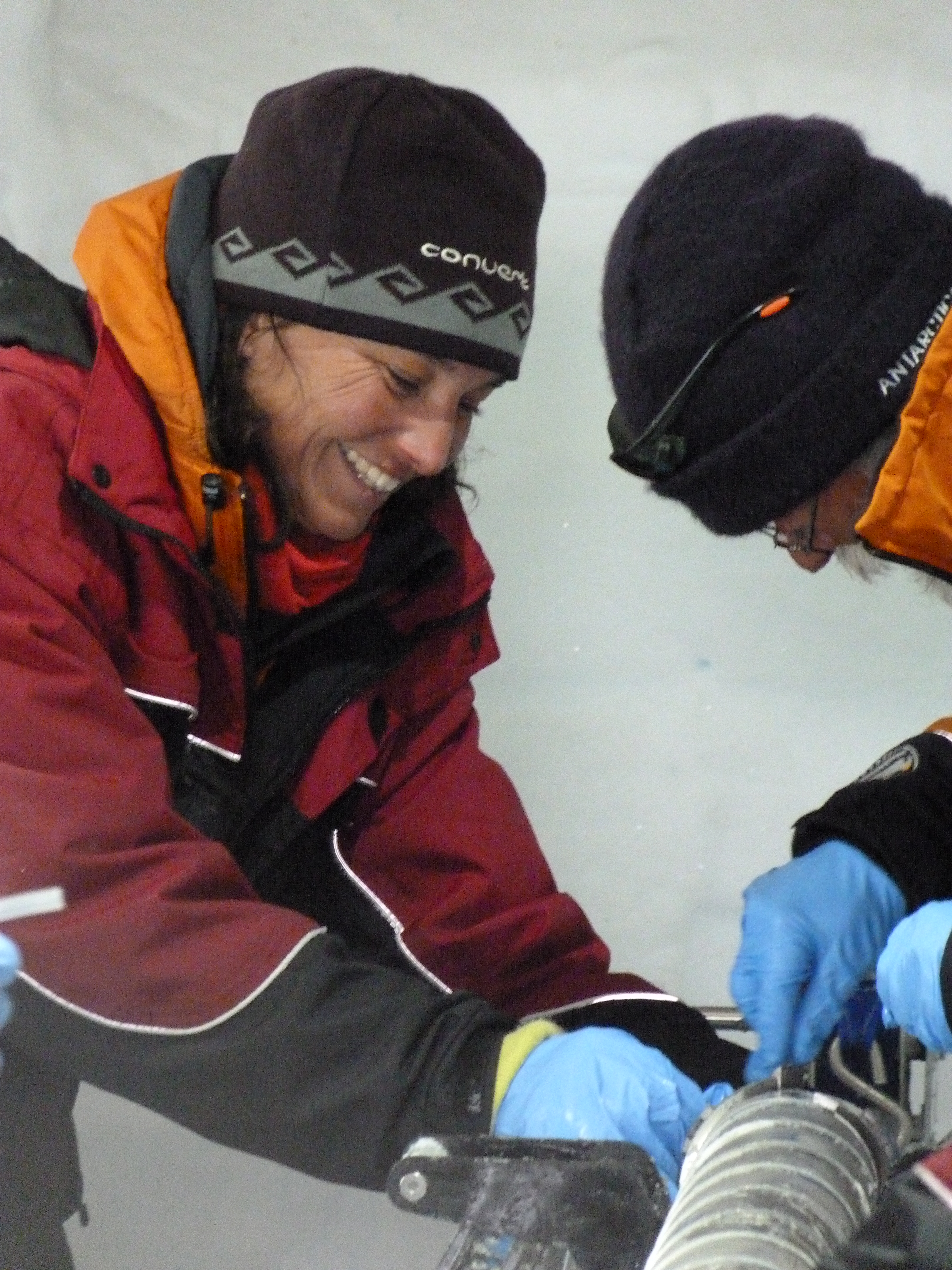
Nancy Bertler (links), 2012 im Rahmen des RICE-Projekts auf der Roosevelt-Insel

Nancy Bertler (* 20. Jahrhundert in München) ist eine deutsche Antarktisforscherin. Sie befasst sich vor allem mit der Klimageschichte anhand antarktischer Eisbohrkerne und lebt in Neuseeland.

## Leben
Bertler studierte bis 1997 Geologie und Geographie an der Ludwig-Maximilian-Universität München, schloss 1998 ihr Studium im Bereich des Quartärs an der Royal Holloway, University of London mit dem Master of Science ab und zog 1999 nach Neuseeland, um bei Peter Barrett, dem damaligen Direktor des Antarctic Research Centre, zu promovieren. 2004 schloss sie mit Ph.D. in Geologie an der Victoria University of Wellington ab.
Während ihrer Promotion baute Bertler eine Kooperation mit internationalen Partnern in den USA und Deutschland auf, um mit der Eiskernforschung im Rossmeer zu beginnen. Als Postdoktorandin entwickelte sie mit dem GNS Science die Infrastruktur für die Eisbohrkernforschung, leitet  das National Ice Core Research Program Neuseelands und forschte zusammen mit Wissenschaftler aus Australien, China, Dänemark, Deutschland, Italien, Schweden, dem Vereinigten Königreich und den Vereinigten Staaten. Das Programm, das mit elf Millionen NZ$ budgetiert wurde, erstreckte sich über sieben Jahre.
Bertler ist derzeit Associated Professor an der Victoria University of Wellington, Ice Core Research Leader des Instituts GNS Science, Antarctic Science Platform Director des Antarctic Research Centre und leitet das Roosevelt Island Climate Evolution Projekt (RICE) des Antarctic Research Centre, das ein gemeinsames Projekt der Victoria University of Wellington und der GNS Science ist.

## Auszeichnungen
- 2011 – Rutherford Discovery Fellowship.[9]
- 2016 – Blake Leader Award des Sir Peter Blake Trust.[10]